# Malcolm Drummond
Malcolm Drummond (mort en 1402), est un noble écossais qui obtient le titre de courtoisie de comte de Mar de jure uxoris de 1393 à 1402.

## Origine
Malcolm Drumond est le fils de Sir John Drummond de Stobhall, près de Perth, et de Mary Montifex, et de ce fait neveu de la reine Marguerite Drummond. L'influence croissante de la famille  Drummond à la cour du roi David II d'Écosse se manifeste par le mariage de la sœur de Malcolm, Annabella Drummond, entre le 13 mars 1366 et le 31 mai 1367, avec le fils de l'héritier présomptif du trône Jean Stuart de Kyle, le futur comte de Carrick puis roi Robert III d'Écosse. Malcolm Drummond bénéfice quant à lui de donation de domaines dans le Perthshire. La date de son prestigieux mariage avec Isabelle Douglas († 1408), la fille de William Douglas († 1384), 1er comte de Douglas, est inconnue mais cette union doit intervenir à l'époque où l'influence de la reine Marguerite sur le roi et sur le gouvernement est à son zénith. L'ascendance politique de la famille  Drummond est menacée d'abord par la décision du roi David II de divorcer à la fin de la décennie 1360  de la reine Marguerite qui ne lui a pas donné d'enfant et ensuite par la mort du roi le 22 février 1371 .

## Homme de guerre
En dépit de ses retournements, Malcolm Drummond demeure un partenaire politique puissant après 1371 et il conserve d'étroites relations avec ses deux beaux-frères le Jean Stuart comte de Carrick désormais héritier du trône, et James Douglas. Pendant la décennie 1380, désormais adoubé chevalier, Sir Malcolm est très actif dans les combats et coups de main menés à partir des scottish Borders dans le nord de l'Angleterre conformément à la politique du comte de Carrick et du clan Douglas. En 1385, il reçoit 400 livres tournois du royaume de France comme subside destiné à encourager et récompenser les nobles écossais pour leur activité dans le nord de l'Angleterre dans le cadre du conflit franco-anglais. En août 1388, Malcolm Drummond est un des capitaines de la force menée par le comte James Douglas contre les Anglais lors de la bataille d'Otterburn, où il aurait joué un rôle important).

## Comte de Mar
La mort de James Douglas comte de Douglas et comte de Mar à Otterburn ouvre des perspectives nouvelles pour la carrière de Malcolm Drummond. Le comte James meurt sans enfant, et Drummond comme époux de sa sœur Isabelle Douglas, à la possibilité du droit de sa femme de prétendre aux vastes États, titres et charges détenus par les Douglas d'autant plus qu'il bénéficie du soutien du comte de Carrick devenu régent du royaume du fait de la sénilité de son père le roi Robert II d'Écosse).  
En dépit de cet allié prestigieux, Malcolm Drummond doit s'incliner pour la possession des domaines des Dougals devant Archibald Douglas, Lord de Galloway, qui devient le 3e comte de Douglas en avril 1389 sur base d'un précédent partage des États des Douglas. Malcolm Drummond quitte la réunion du Conseil qui a repoussé ses demandes en prétextant qu'il craint pour sa vie. Il semble avoir un moment l'espoir de récupérer les domaines perdus avec le soutien des Anglais, une possibilité qui est vite balayée par la trêve conclue peu après dans le conflit anglo-écossais par le nouveau régent Robert Stuart. Il a plus de succès sur ses revendications du titre dont son épouse détient les droits en ligne maternelle celui de comte de Mar et en octobre 1393 au plus tard on lui accorde le titre de courtoisie de Lord de Mar). 
Dans la décennie 1390, Drummond devient un soutien des ambitions politiques de son neveu David Stuart, le nouveau comte de Carrick et futur duc de Rothesay, fils ainé et héritier présomptif du roi Robert III. En 1399 avec sa sœur la reine Annabella Drummond, ils soutiennent le coup d'état par lequel Rothesay se fait nommer Lieutenant et Gardien du royaume pour le compte du roi Robert III. Plus tard en 1401, après  que le duc de Rothesay se soit aliéné les plus puissants nobles du royaume, il est arrêté sur ordre de son oncle Robert Stuart duc d'Albany. Il est emprisonné au château de Falkland où il meurt dans des circonstances troubles en mars 1402).  
Malcolm Drummond semble avoir été arrêté à la même époque que son neveu lors d'une opération destinée à neutraliser les partisans du duc de Rothesay. Le chroniqueur Andrew Wyntoun relate que Sir Malcolm est surpris et capturé par des « hommes non identifiés » qui l'incarcèrent dans des conditions qui causent ensuite sa mort. La date exacte de son décès est inconnue mais il est certainement mort le 8 novembre 1402. Malcolm Drummond ne laisse aucune descendance de son épouse Isabelle Douglas qui, en 1404, est enlevée dans son château de Kildrummy et contrainte d'épouser Alexandre Stuart, fils et homonyme du célèbre Alexandre Stuart comte de Buchan un neveu du roi Robert III. De ce fait, la lignée principale de la famille Drummond est issue de son frère John Drummond de Cargill († 1424) qui comme son fils Sir Walter († 1455), et son petit-fils Sir Malcolm (†  1470), jouent encore un rôle local important .

## Sources
- (en) S. I. Boardman  « Sir Malcolm Drummond (d. 1402?), dans Drummond family (per. 1363–1518), », Oxford Dictionary of National Biography, Oxford University Press, 2004.
- (en) Stephen Boardman, The early Stewart Kings. Robert II and Robert III 1371-1406. John Donald, (Edinburgh 2007)  (ISBN 9781904607687).